# Eutetranychus concertativus
Eutetranychus concertativus är en spindeldjursart som beskrevs av Meyer 1974. Eutetranychus concertativus ingår i släktet Eutetranychus och familjen Tetranychidae. Inga underarter finns listade i Catalogue of Life.